# Kussentjesmos
Kussentjesmos (Leucobryum glaucum) is een bladmos behorend tot de familie Leucobryaceae. Het komt voor op zure grond in bossen, heiden en venen. Vaak komt deze soort voor op zeer droge plaatsen. Zeer zelden vindt er kapselvorming plaats.

## Determinatie
Kussentjesmos vormt kussens of pollen. De plant wordt tot 4 cm hoog en heeft dunne, naaldvormige blaadjes. Naarmate het mos ouder wordt, sterft het centrum af.
De bladen van kussentjesmos hebben een zeer brede bladnerf, die bijna de volledige breedte beslaat. Hierdoor lijkt het op een blad met een meer dan 1 cellaag dikke bladschijf. Veel van de nerfcellen zijn hyalien (bevatten geen bladgroen en zijn dood) en kunnen lucht of water bevatten. Deze soort is daardoor goed bestand tegen uitdroging. Wanneer de plant in aanraking is gekomen met water van boven de grond, zuigt het mos dit water op en wordt daarbij duidelijker grijsgroen. In tijden van droogte worden de bladeren licht van kleur en blauwig groen tot witgelig doordat de hyaliene cellen hun water verloren hebben.

## Ecologie
Het groeit op zure, althans tijdelijk doorweekte, kalkvrije plaatsen, vooral op mor in naaldbossen en bossen evenals in heide en ook op silicaatgesteente.

## Verspreiding
Het mos is wijdverbreid in Europa en wordt hiernaast het ook gevonden in Zuid-Azië, Noord-, Midden-Amerika en Zuid-Amerika, oost Australië en Nieuw-Zeeland. In Nederland komt het vrij algemeen voor. Het is niet bedreigd en staat niet op de rode lijst.

## Fotogalerij

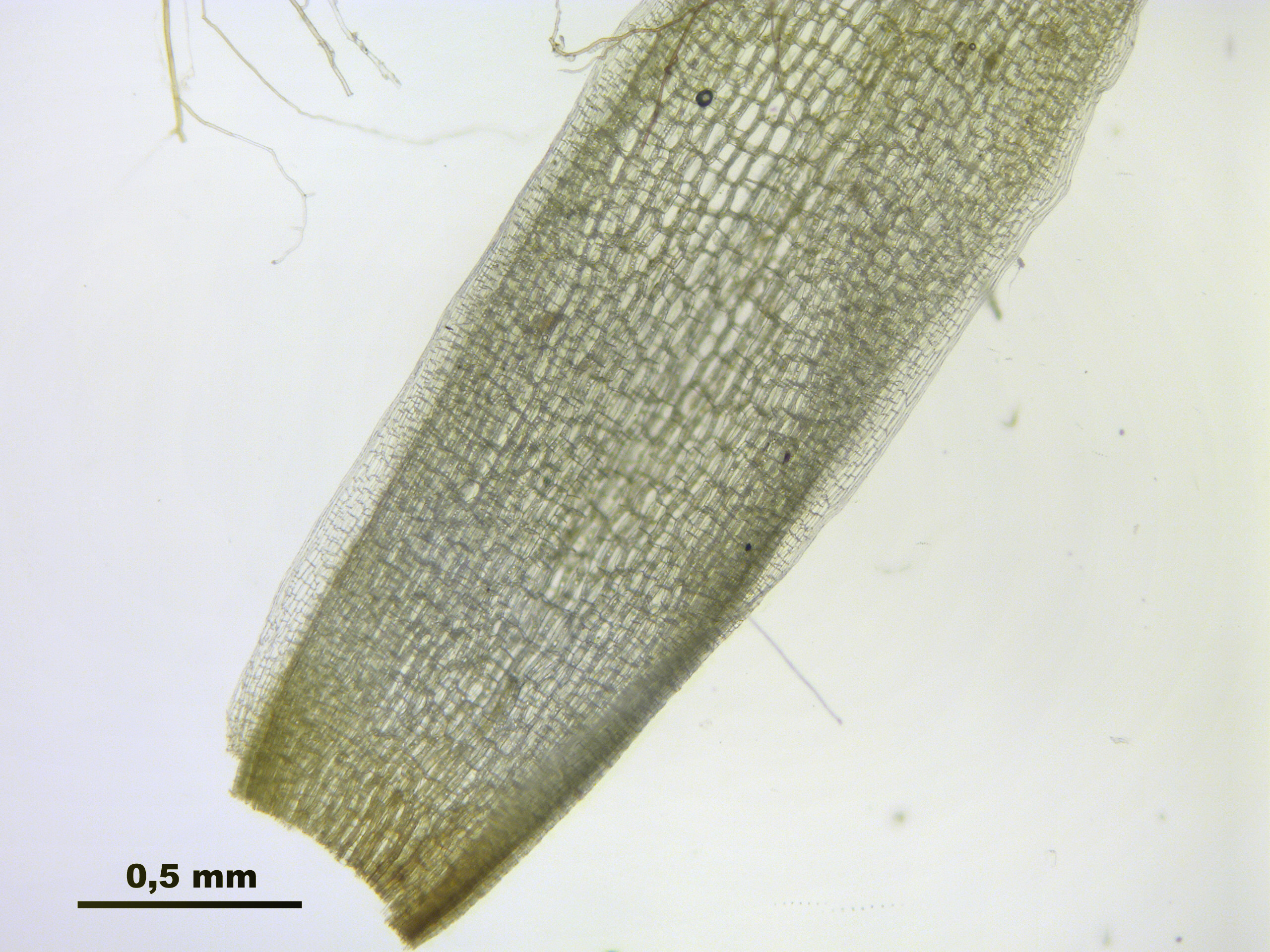
Bladvoet
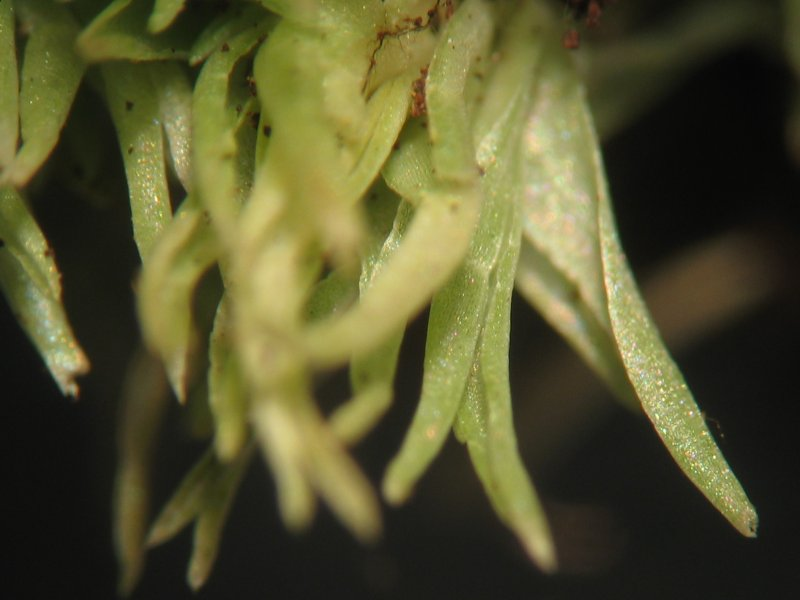
Blad
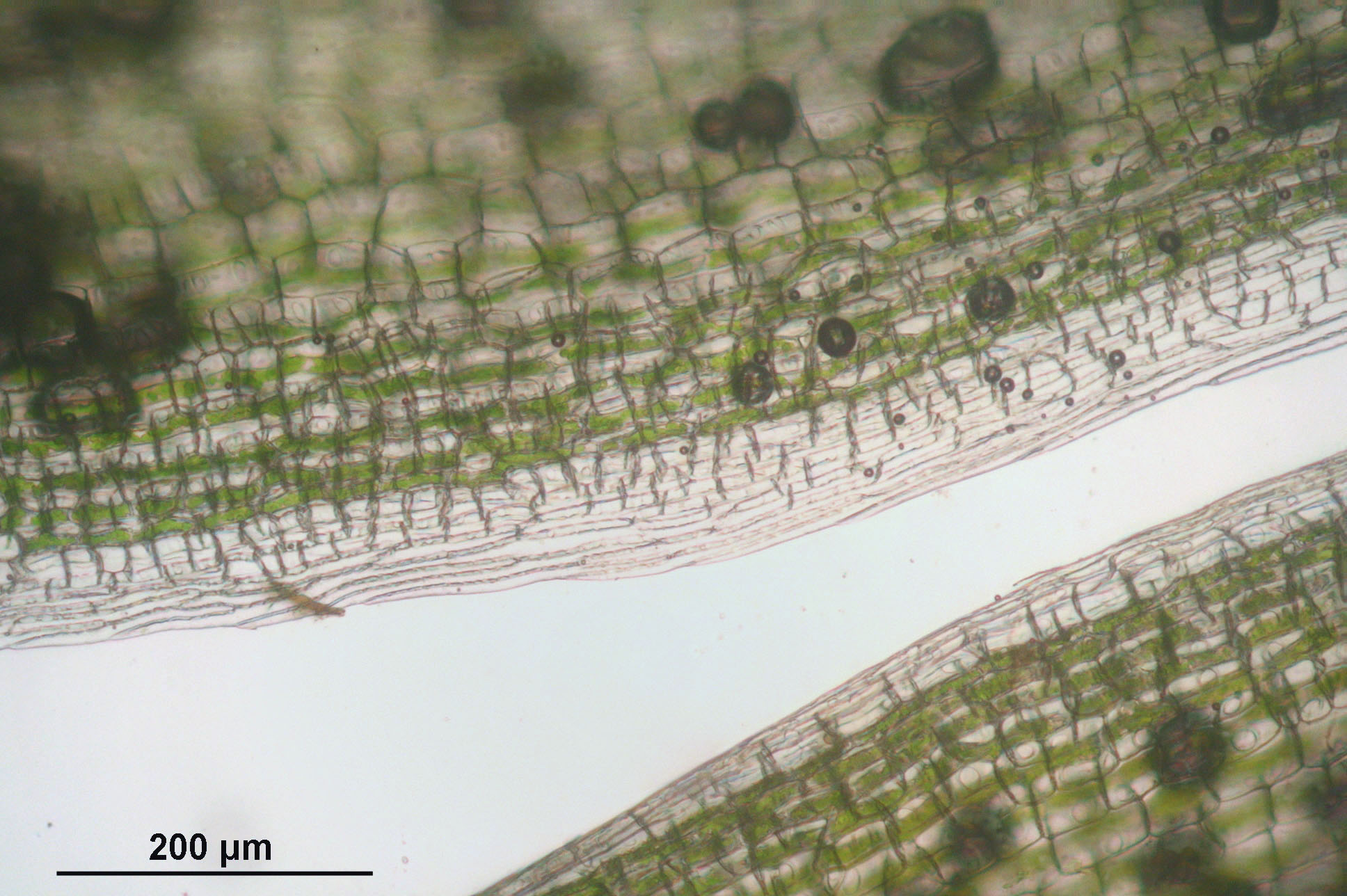
Bladrand
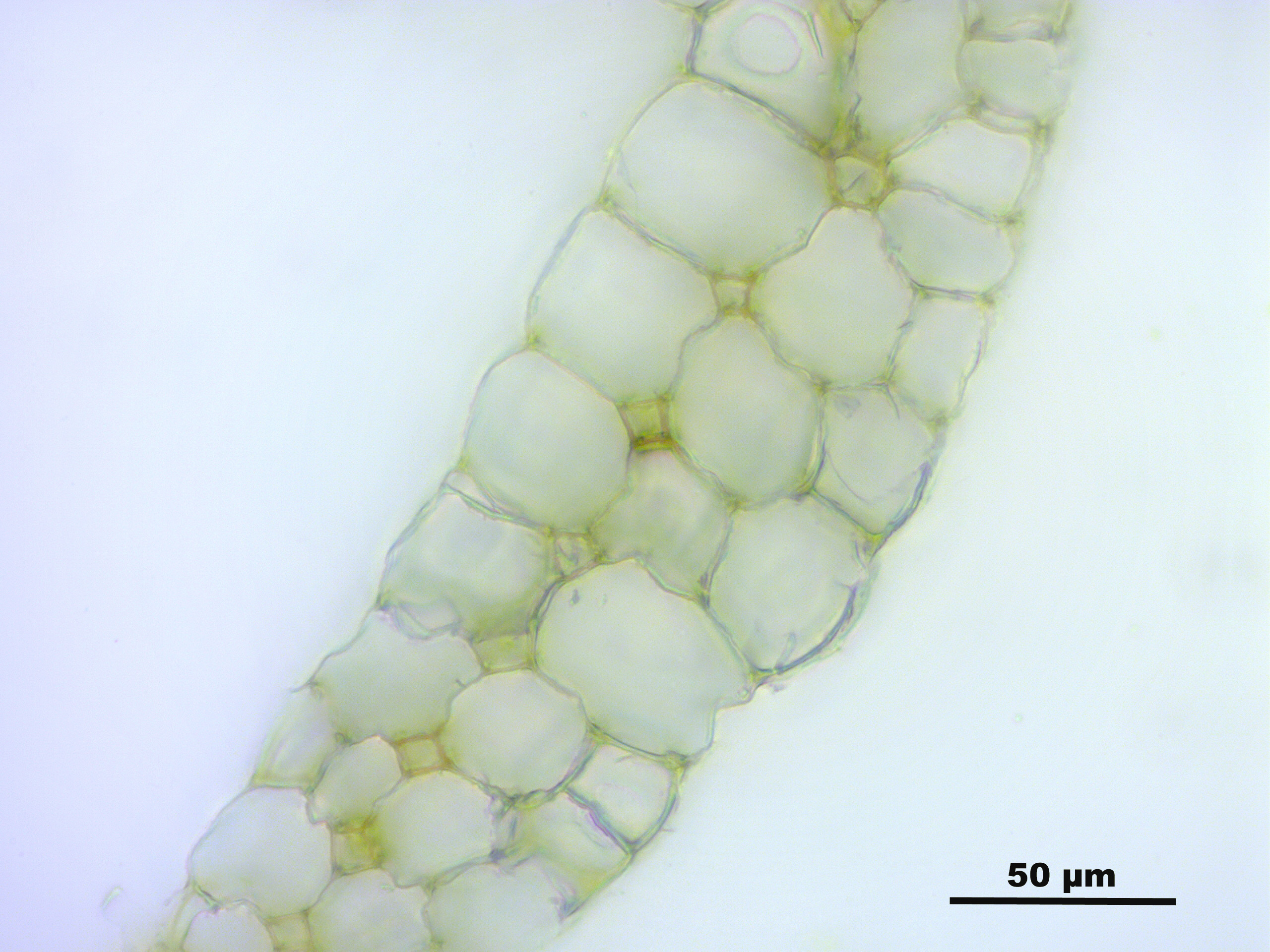
Bladdoorsnede
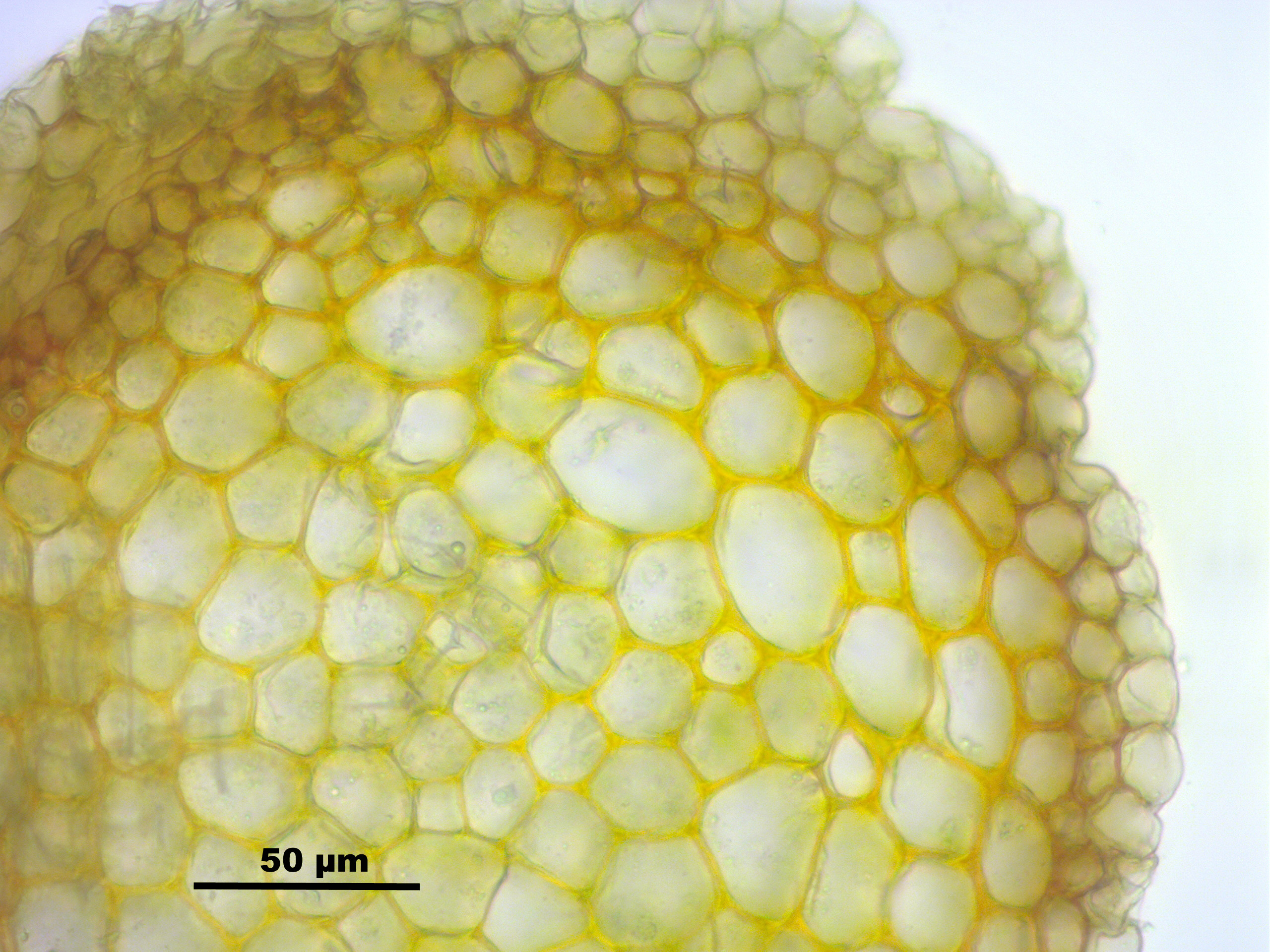
Stengeldoorsnede